# Lulu's Anarchist
Lulu's Anarchist è un cortometraggio muto del 1912 diretto e interpretato da Edwin R. Phillips.

## Produzione
Il film fu prodotto dalla Vitagraph Company of America.

## Distribuzione
Distribuito dalla General Film Company, il film - un cortometraggio in una bobina - uscì nelle sale cinematografiche statunitensi il 4 marzo 1912.